# خارمیون
خارمیون (یونانی: Χάρμιον) ندیمه، خدمتکار و مشاور مورد اعتماد کلئوپاترا در امپراتوری بطلمیوسی مصر بود. پلوتارک در کتاب حیات مردان نامی خود دربارهٔ مارک آنتونی می‌نویسد که خارمیون امور اصلی دولت کلئوپاترا را مدیریت می‌کرد؛ بنابراین، او موقعیت مهمی در حلقه مورد اعتماد کلئوپاترا داشت.

## پلوتارک
پلوتارک در در کتاب حیات مردان نامی خود دربارهٔ مارک آنتونی خاطرنشان کرد که سزار آگوستوس «حکمی صادر کرد مبنی بر اعلان جنگ به کلئوپاترا و سلب آنتونی از اختیاراتی که به یک زن اجازه داده بود به جای او حکمرانی کند. سزار اضافه کرد که [آنتونی] معجون‌هایی نوشیده بود که او را از هوش و حواس عادی خود محروم کرده بود و اینکه فرماندهانی که باید با آنها مبارزه می‌کردند، ماردیونِ خواجه، پوته‌ینوس، ایراس، آرایشگر مو کلئوپاترا، و خارمیون بودند که از مشاوران اصلی دولت آنتونی به‌شمار می‌رفتند.»
پلوتارک در ادامه صحنه‌ای را که پس از خودکشی کلئوپاترا رخ داد، این‌گونه توصیف کرد:
«پیام‌آوران با سرعت تمام رسیدند و دیدند که نگهبانان هیچ نگرانی‌ای نداشتند؛ اما وقتی درها را باز کردند، او را دیدند که  کاملاً مرده است و بر تختی از طلا دراز کشیده، در حالی که تمام زینت‌های سلطنتی‌اش به تن داشت. ایراس، یکی از ندیمه‌هایش، در پای او در حال مرگ بود و خارمیون که به سختی می‌توانست سرش را نگه دارد و در آستانه افتادن بود، دیهیم سرور خود را مرتب می‌کرد. و هنگامی که یکی از واردشوندگان با عصبانیت گفت: 'آیا این کار شایسته‌ای از طرف بانوی شما بود، خارمیون؟' او پاسخ داد: 'بسیار شایسته بود، و همان‌طور که از نسل بسیاری از پادشاهان برمی‌آید.' و همین‌طور که این را گفت، او نیز در کنار تخت افتاد و درگذشت.»